# Euxoa sexatilis
Euxoa sexatilis är en fjärilsart som beskrevs av Augustus Radcliffe Grote 1873. Euxoa sexatilis ingår i släktet Euxoa och familjen nattflyn. Inga underarter finns listade i Catalogue of Life.